# 노먼 볼로그
노먼 볼로그(Norman Borlaug, 1914년 3월 25일 ~ 2009년 9월 12일)는 미국의 농학자이며 식물병리학자이다. 세계적인 식량 증산에 기여하여 녹색 혁명을 이끈 공로로 1970년에 노벨 평화상을 수상하였다. 그는 이제까지 노벨 평화상, 미국 대통령 자유 메달, 미국 의회 금메달을 모두 받은 다섯 명 중 한 명이다.
1942년 미네소타 대학에서 식물병리학과 유전학으로 박사학위를 받았으며 이후 멕시코에서 높은 수확을 올리고 병해에 강한 키 작은 밀의 변종을 만드는 일을 했다.
20세기 중반동안 볼로그는 이러한 고수확 작물을 개발하고 멕시코, 파키스탄 그리고 인도 등에 소개하고 재배법을 가르쳤다. 그 결과로 멕시코에서는 1963년부터 밀 수출국으로 변했으며 파키스탄과 인도에서는 1965년에서 1970년사이에 밀 생산량이 두배로 증가하였다. 이러한 식량문제의 해결은 이들 국가와 국민들이 가진 커다란 어려움 "배고픔"을 해결하는 데 결정적인 역할을 하게 되었다. 이러한 성공은 녹색혁명으로 널리 알려진다. 이후 수십억 명의 사람들이 그 혜택으로 기아와 배고픔에서 해방되었다. 이렇게 식량 증산으로 세계 평화에 공로한 기여로 1970년 볼로그는 노벨 평화상을 수상하였다.
만년에도 아시아와 아프리카 지방에서 식량증산을 위한 방법을 찾고 적용하는 데 힘을 쏟았다. 그러나 그의 작업은 환경보호론과 사회경제적인 면에서 비판을 받고 있기도 하다. 1986년에는 세계식량상을 제정하여 세계에서 식량의 질적, 양적 그리고 유용성을 개선하는 데 기여한 인물에게 상을 수여하고 있다.

## 대한민국과의 관계
1974년 4월 28일부터 5월 3일까지 대한민국을 방문하여 맥류 연구현황과 포장관찰을 하고 농촌진흥청 관계자에게 강연을 하였다.